# Familia moderna
Familia moderna è una serie televisiva cilena trasmessa dal 3 dicembre 2015 su Mega.
È un remake della sitcom statunitense Modern Family prodotto nel corso del 2013, quando furono girati complessivamente 48 episodi con l'obiettivo di trasmetterli in due stagioni da ventiquattro. Tuttavia, complice il cambio dirigenziale sia ai vertici del gruppo Bethia, di cui fa parte l'emittente, che all'interno della stessa rete, la programmazione della serie venne sospesa, specialmente a causa del tema delle adozioni da parte di coppie omosessuali considerato troppo controverso per la società cilena, rimanendo così inedita per due anni. Sul finire del 2015, Mega decise di far debuttare la serie in orario notturno, mandando in onda i primi dieci episodi a partire dal 3 dicembre 2015, dopo la mezzanotte.
La trama segue fedelmente quella degli episodi originali rifatti, ma, poiché in Cile è illegale l'adozione da parte di coppie dello stesso sesso, i personaggi Gustavo e Fernando, corrispondenti agli originali Mitchell e Cameron, adottano una bambina figlia naturale dello stesso Fernando, nata a seguito di un suo rapporto occasionale.

## Personaggi e interpreti
- José Luis "Pepe" Gallo, interpretato da Patricio Contreras.
È il patriarca della famiglia, risposatosi, dopo il divorzio dalla prima moglie, con una donna molto più giovane.
- Sara "Sarita" Astudillo, interpretata da Nidyan Fabregat.
È la seconda moglie di Pepe.
- Luis García "Chito" Astudillo, interpretato da Ian Morong.
È il figlio avuto da Sara da un precedente matrimonio, che ora vive con la madre e il nuovo padre Pepe.
- Paula Gallo, interpretata da Mariana Loyola.
È la figlia maggiore di Pepe.
- Juan Pablo "Lete" Letelier, interpretato da Álvaro Escobar.
È il marito di Paula.
- Laura Letelier Gallo, interpretata da Valeska Díaz.
È la figlia maggiore di Paula e Lete.
- Javiera "Javi" Letelier Gallo, interpretata da Rosita Vial.
È la secondogenita di Paula e Lete.
- Luca Letelier Gallo, interpretato da Luca Yaconi.
È il figlio più piccolo di Paula e Lete.
- Gustavo "Gus" Gallo, interpretato da Nicolás Saavedra.
È il figlio omosessuale di Pepe.
- Fernando "Feña" Navarro, interpretato da Mario Soto.
È il compagno di Gustavo.
- Antonia "Anto" Gallo Prieto, interpretata da Antonella Castillo.
È la bambina avuta da Fernando da un rapporto occasionale con una sua ex, poi adottata da lui e il suo compagno.